# Voïvodie de Gniezno
1768–1793
Entités précédentes :
- Voïvodie de Kalisz

Entités suivantes :
- Royaume de Prusse

La voïvodie de Gniezno (en polonais Województwo gnieźnieńskie, en latin Palatinatus Gnesnensis) a été créé en 1768 par la séparation de trois powiats de la voïvodie de Kalisz. Elle a existé jusqu'au deuxième partage de la Pologne en 1793.
La capitale de la voïvodie était Gniezno (ou Gnèsne). La superficie en était d'environ 7 660 km2. La diétine se réunissait à Koło.
Powiats :
- Gniezno
- Kcynia
- Nakło

Le voïvode de Gniezno était, entre autres, Antoni Sułkowski dans les années 1775 - 1786.